# Balasan
Balasan ist eine philippinische Stadtgemeinde in der Provinz Iloilo. Sie hat 33.088 Einwohner (Zensus 1. August 2015). Die Gemeinde liegt im Süden der Bancal-Bucht, die ein fischreiches Gewässer ist. 

## Baranggays
Balasan ist politisch in 23 Baranggays unterteilt.
| - Aranjuez - Bacolod - Balanti-an - Batuan - Cabalic - Camambugan - Dolores - Gimamanay - Ipil - Kinalkalan - Lawis - Malapoc | - Mamhut Norte - Mamhut Sur - Maya - Pani-an - Poblacion Norte - Poblacion Sur - Quiasan - Salong - Salvacion - Tingui-an - Zaragosa |

## Söhne und Töchter
- Romulo Tolentino de la Cruz (1947–2021), katholischer Erzbischof von Zamboanga